# Vrbina
Vrbina je vas v Občini Krško.
Južno od vasi stoji Jedrska elektrarna Krško, v njeni neposredni bližini pa se gradi tudi trajno odlagališče nizko- in srednjeradioaktivnih odpadkov (NSRAO) za odpadke iz elektrarne in drugih virov.